# Pedro Braña Martínez
Pedro Braña Martínez (Candás, Asturias, 5 de febrero de 1902; Salinas, Asturias, 13 de febrero de 1995), fue un músico y compositor español, director de la banda Municipal de Sevilla.

## Biografía
Estudió música desde muy niño en Gijón, examinándose en el conservatorio de Madrid y posteriormente pasó cuatro años en Italia, donde estudió composición en el Conservatorio Giuseppe Verdi de Milán. En 1933 regresa a España, estableciéndose en Madrid, dónde se dedica a componer música para películas.
Ingresó en el Cuerpo Nacional de Directores de Bandas Civiles en 1941, siendo elegido como director de la Banda Municipal de Sevilla en 1944, donde se desempeñó hasta su jubilación en 1972. Durante estos años compuso una marcha procesional cada Semana Santa, además de otras composiciones variadas. Estuvo muy implicado en la vida cultural sevillana, al fundar la asociación coral de Sevilla, creando los conciertos monográficos de Marchas de Semana Santa y siendo uno de los promotores del rescate del famoso "Miserere" de Eslava en versión de concierto en el Teatro Lope de Vega, en 1956.
También tuvo una intervención muy discutida en su época al añadir violines y violonchelos a la formación de la Banda, en lo que se llamó "Banda-orquesta" y "Banda híbrida". Una vez jubilado se estableció en Gijón, aunque siguió visitando Sevilla a menudo. 

### Reconocimientos y distinciones
- Medalla de plata de la cruz roja
- Encomienda de Alfonso X El Sabio, solicitada por el Consejo General de Cofradías (1956)
- Hijo adoptivo de la ciudad de Sevilla, solicitado por la Hermandad de la Amargura (1972)
- Llamador de plata, de Canal Sur Radio (1992)

Tras su muerte, el Centro Asturiano en Sevilla promovió que el Ayuntamiento le dedicara una calle en el barrio de  Nervión, precisamente frente a la sede de dicho Centro. También cuenta con una calle en Candás, su ciudad de nacimiento.

## Obras (Selección)
Bandas sonoras de cine:
- Rosario la cortijera (1935)
- Rinconcito madrileño (1936)
- El milagro del Cristo de la Vega (1940)
- El hombre que veía la muerte  (1949)

Marchas de Semana Santa:
- Angustias (1945)
- Santísimo Cristo de la Expiración (1952)
- Nuestra Señora del Patrocinio (1953)
- Coronación de la Macarena (1964)
- Cristo de la Misericordia (1966)
- Jesús de la Salud (1969)
- Cofradías Sevillanas (1983)

Otras obras:
- Obertura Fabiola (1944)
- Obertura para la Expo-92 de Sevilla (1992)